# Paris, Montparnasse (foto)
Paris, Montparnasse é uma foto colorida criada pelo fotógrafo alemão Andreas Gursky em 1993. A enorme foto tem as dimensões gerais de 210 por 395 cm, e teve uma edição de cinco exemplares. Uma impressão da foto foi vendida por U$$ 2.416.475 na Sotheby's, Londres, em 17 de outubro de 2013.

## Descrição
A foto retrata a Immeuble d'habitation Maine-Montparnasse II, na Rue Commandant-Mouchotte, em Paris, uma obra do arquiteto francês Jean Dubuisson, construída de 1959 a 1964. A foto foi uma das primeiras feitas depois que Gursky decidiu utilizar a manipulação digital, e o que é retratado não pode ser visto na realidade, porque a visão é bloqueada por prédios em ambos os lados do quadro. O que é visto só pode ser contemplado na criação do artista. A imagem mostra o interesse de Gursky pelos motivos arquitetônicos e sua abordagem, como em outras obras, está mais próxima da pintura, lembrando as obras do pintor holandês Piet Mondrian, especialmente suas famosas criações em grade, e as "Color Charts" do pintor alemão Gerhard Richter.